# Мариана-Пиментел
Мариана-Пиментел (порт. Mariana Pimentel) — муниципалитет в Бразилии, входит в штат Риу-Гранди-ду-Сул. Составная часть мезорегиона Агломерация Порту-Алегри. Входит в экономико-статистический микрорегион Порту-Алегри. Население составляет 4229 человек на 2006 год. Занимает площадь 338,131 км². Плотность населения — 12,5 чел./км².

## История
Город основан 20 марта 1992 года.

## Статистика
- Валовой внутренний продукт на 2003 год составляет 31 003 697,00 реалов (данные: Бразильский институт географии и статистики).
- Валовой внутренний продукт на душу населения на 2003 год составляет 7 747,05 реалов (данные: Бразильский институт географии и статистики).
- Индекс развития человеческого потенциала на 2000 год составляет 0,787 (данные: Программа развития ООН).